# Urte Bete
Urte Bete es el nombre de una variedad cultivar de manzano (Malus domestica). Esta manzana está cultivada en la Estación de fruticultura de Zalla (Vizcaya). Así mismo está cultivada en la colección de la Estación Experimental Aula Dei con n.º de accesión 3445, y en el Banco de Germoplasma del manzano de la Universidad Pública de Navarra con el n.º de accesión BGM265; ejemplares procedentes de esquejes localizados en Vizcaya.

## Sinónimos
- "Manzana Urtebete",[7]
- "Urtebete Sagarra",[8][9][10][11]

## Características
El manzano de la variedad 'Urte Bete tiene un vigor medio. El árbol tiene tamaño pequeño y porte erecto, con tendencia a ramificar baja, con hábitos de fructificación en ramos cortos y largos; pubescencia ausente a muy débil; presencia de lenticelas muy escasas; grosor de la rama es gruesa, con la longitud de los entrenudos media.
Época de floración tardía, con una duración de la floración larga; disposición de los pétalos tangentes; color de la flor abierta blanca. Incompatibilidad de alelos S1 S9 S?.
Las hojas tienen una longitud del limbo de tamaño medio, con color verde oscuro, pubescencia presente, con la superficie poco brillante. Forma de las estípulas es foliaceas. Forma del limbo es ovalado, con la forma del ápice del limbo apicular, forma de los dientes ondulados, y la forma de la base del limbo redondeado. Con longitud del peciolo corto.
La variedad de manzana 'Urte Bete' tiene un fruto de tamaño medio, de forma cónica globosa; con color de fondo amarillo, sobre color bicolor, siendo el color del sobre color naranja, siendo el reparto del sobrecolor en placas estriadas, y una sensibilidad al "russeting" (pardeamiento áspero superficial que presentan algunas variedades) débil; con grosor de pedúnculo fino, longitud del pedúnculo medio, anchura de la cavidad peduncular es media, profundidad cavidad pedúncular media, importancia del "russeting" en cavidad peduncular es fuerte; profundidad de la cavidad calicina es media, anchura de la cavidad calicina es media, importancia del "russeting" en cavidad calicina es débil; apertura del ojo cerrado; apertura de los lóbulos carpelares es parcialmente abiertos; color de la carne crema; acidez débil, azúcar muy alto, y firmeza de la carne media.
Época de floración y recolección tardía. Se trata de una variedad muy productiva, tiende a dar cosechas numerosas cada dos años (contrañada);  conviene aclarar la producción cuando estén en flor o el fruto sea pequeño, para que dé buenos frutos anualmente.  Se usa como manzana de mesa.

## Uso
'Urte Bete' es una manzana que se mantiene y se conserva todo el año, muy sabrosa y apreciada como postre fresco.

## Susceptibilidades
- Oidio: ataque medio
- Moteado: ataque débil
- Fuego bacteriano: ataque medio
- Carpocapsa: no presenta
- Pulgón verde: ataque débil
- Araña roja: ataque medio[4]